# Cladonema novaezelandiae
Cladonema novaezelandiae är en nässeldjursart som beskrevs av Ralph 1953. Cladonema novaezelandiae ingår i släktet Cladonema och familjen Cladonematidae. Inga underarter finns listade i Catalogue of Life.